# さぬき市野外音楽広場テアトロン

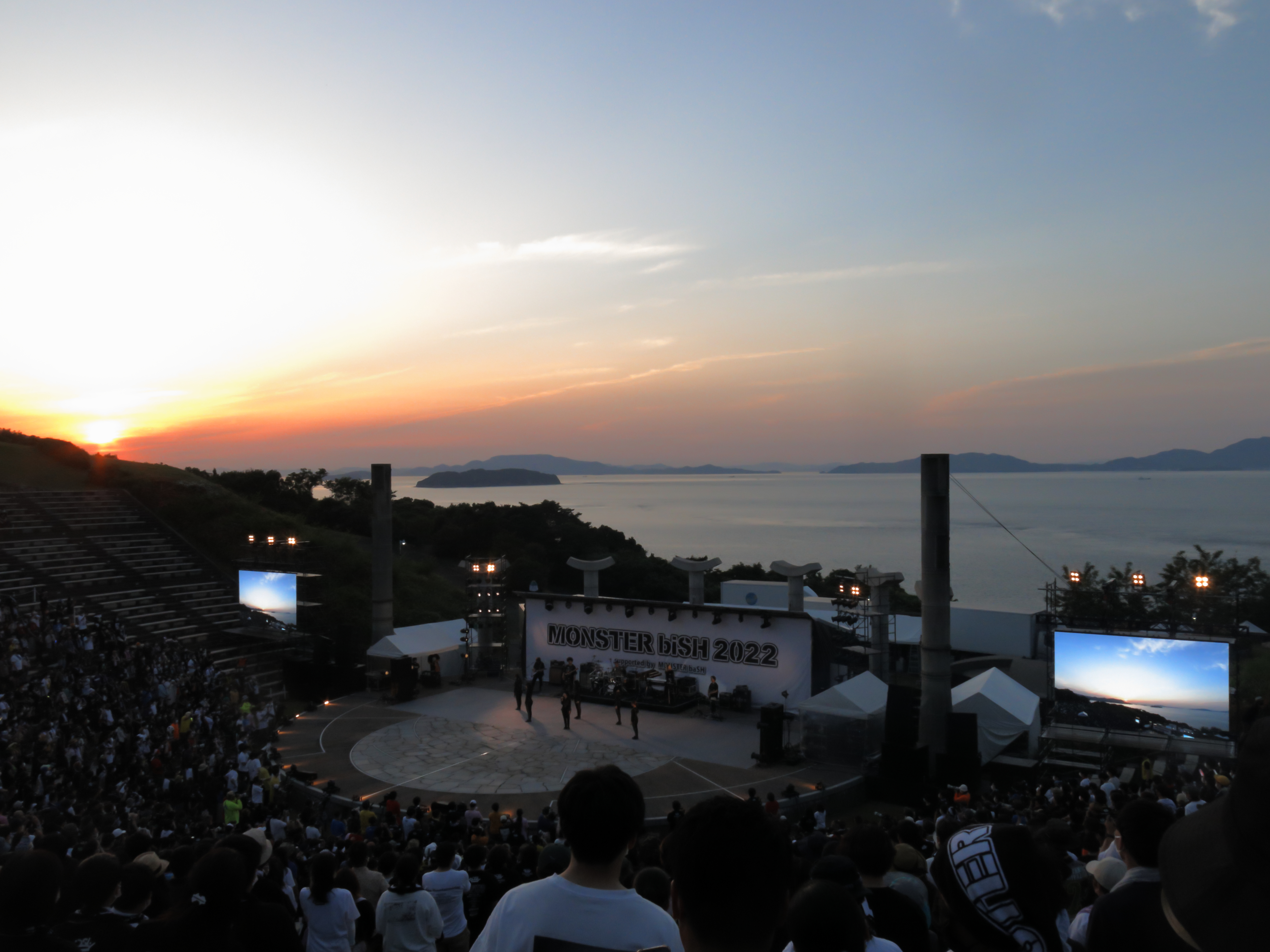
MONSTER biSH 2022

さぬき市野外音楽広場テアトロン（ - しやがいおんがくひろば - ）は、香川県さぬき市の大串自然公園内にある多目的野外劇場である。
山肌に作られた施設で、円形のステージを山肌に沿った半円形の観客席が取り囲むギリシア劇場のような様式で、ステージ後方に山の上からの瀬戸内海を見下ろせる構造である。
市街地及び幹線道路から離れた位置に所在しており、公共交通機関はなく、駐車場も十分で無い。公演によっては臨時の駐車場・シャトルバスが用意される。稼働率は、2009年度はスターダストレビューの1日間のみであった。
- 建築年 1991年8月
- 建築家・設計事務所 山本忠司建築綜合研究室[3]
- 施工 西松建設
- 収容人員 スタンド席約5000人、芝生席約5000人

## イベント
SUPER BEAVER
2025年4月12～13日
biSH
2022年5月28～29日 MONSTER biSH2022 
MISIA
2014年9月13日 LAWSONpresents Misia Candle Night
水樹奈々
2014年7月20日 NANA MIZUKI LIVE FLIGHT 2014
久保田利伸
2013年9月28日 Toshinobu Kubota Special Tour with Acoustic Band ★in the Universe★ 初の野外ソロコンサート！
スターダストレビュー
1995年より毎年夏に野外コンサートを開催しており、2008年には同市の知名度アップに貢献したとして、同グループに市長より感謝状が贈呈された。
1995年7月29日、1996年7月27日、1997年8月16日、1998年7月25日、1999年7月24日、2000年7月29日、2002年7月27日、2003年7月26日、2004年8月1日、2005年7月30日、2006年7月29日、2007年7月28日、2008年7月27日、2009年7月25日、2010年7月31日、2011年8月6日、2013年7月27日、2014年8月2日、2015年7月25日、2016年7月30日、2017年7月29日、2018年7月21日 2019年7月20日、2021年9月4日、2023年5月27日、2025年5月24日
ももいろクローバーZ
2012年11月11日「独占!ももクノ60分 vol.4」を開催。
小田和正
2002年7月20日、2005年7月23日、2008年7月26日、2011年7月23日、2014年7月26～27日、2016年7月23～24日、2018年7月28～29日、2022年7月23〜24日の全国ツアーで使用。これ以外にも鈴木雅之とのジョイントライブ(1996年8月10日、1999年7月31日)で使用している。
DREAMS COME TRUE
2007年8月18～19日 史上最強の移動遊園地DREAMS COME TRUE WODERLAND 2007～ドリカムの夕べ　in　さぬき　～
平井堅
2007年7月7日 Ken Hirai Ken's Bar 2007
THE BOOM
2002年9月8日 THE BOOM コンサートツアー「この空のどこかに」、2005年7月9日 THE BOOM CONCERT TOUR 2005 Field of Songs
Kiroro
1999年9月19日
東京スカパラダイスオーケストラ
スピッツ (バンド)
1996年　THE GREAT JAMBOREE '96 “瀬戸内夕焼け兄弟”、2017年8月9日 THIRTY30FIFTY50＠さぬき市テアトロン
服部克久・音楽畑コンサート
1991年 スペシャル・ゲスト松山千春、志度音楽ホール少年少女合唱団出演
HOUND DOG
1991年 こけら落とし